# Ordinari de la missa

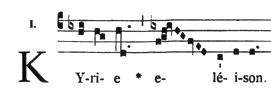
L'Ordinari també porta el nom "Kyriale" pel seu primer cant.

L'ordinari  de la missa (llatí: ordo missae) és el conjunt d'oracions i parts invariables de la missa del ritu romà. Aquest es contrasta amb els propis de la missa, cants que canvien durant l'any litúrgic o per a una festa. L'ordinari es troba en el Missal Romà com una secció diferent de la part central del llibre, entre les misses pasquals i els propis de temporades i sants.

## Els cants del cor
Aquestes cinc parts pertanyen a la congregació i, tradicionalment, són cantades per un cor. El text dels cants no han canviat, però sí l'Agnus Dei per a la forma extraordinària de la missa.
1. Kyrie eleison ("Senyor tingueu pietat")
2. Gloria ("Glòria a Déu a dalt del Cel")
3. Credo ("Crec en un sol Déu"), el Credo de Nicea
4. Sanctus ("Sant, Sant, Sant és el Senyor"), la segona part del qual comença amb la paraula Benedictus qui venit ("Beneït el que ve") i formava part separada abans de la reforma de Pau VI.
5. Cànon
6. Pater Noster
7. Agnus Dei ("Anyell de Déu")

El Kyrie és l'únic cant en l'idioma grec, i el text dels altres és en llatí. Abans del Concili de Trento, els cors sovint afegien versos molt elaborats per allargar el Kyrie.

## Els altres textos
Els textos de l'ordinari que no pertanyen al cor són els següents:
1. l'oració col·lecta, l'oració sobre les ofrenes, i l'oració de postcomunió;
2. el cànon de la missa;
3. el Pater Noster ("Pare nostre"), les oracions fins a la comunió del sacerdot i dels fidels, i les oracions en la purificació del calze;
4. la benedicció final en el ritu de comiat.